# Округ Дајер (Тенеси)
Дајер (енгл. Dyer County) је округ у америчкој савезној држави Тенеси.

## Демографија
По попису из 2010. године број становника је 38.335, што је 1.056 (2,8%) становника више него 2000. године.
| Група             | 2000.          | 2010.          |
| Белци             | 31.602 (84,8%) | 31.044 (81,0%) |
| Афроамериканци    | 4.795 (12,9%)  | 5.477 (14,3%)  |
| Азијати           | 124 (0,3%)     | 189 (0,5%)     |
| Хиспаноамериканци | 434 (1,2%)     | 1.002 (2,6%)   |
| Укупно            | 37.279         | 38.335         |